# Greenleaf Music
Greenleaf Music ist ein unabhängiges Jazz-Musiklabel, das dem US-amerikanischen Trompeter und Komponisten Dave Douglas gehört.
Gegründet wurde das Independent-Label 2003 von Douglas und seinem Freund Mike Friedman, der zuvor fünf Jahre für Premonition Records gearbeitet hatte. Greenleaf Music hat seit 2005 zahlreiche Alben von Douglas selbst sowie von Donny McCaslin, Nicole Mitchell, Harrison Bankhead, Hamid Drake, Kneebody, Linda Oh, Rudy Royston und Michael Bates herausgebracht. Das Plattenlabel hat Büros in Chicago und New York City und wird weltweit vertrieben.

## Diskografie (Auswahl)
- Dave Douglas – Mountain Passages, 2005
- Kneebody – Kneebody, 2005
- Dave Douglas & Keystone – Keystone, 2006
- Dave Douglas Quintet – Live at the Bimhuis Set 1 & 2, 2006
- Dave Douglas Quintet – Meaning and Mystery, 2006
- Dave Douglas Quintet – Live at the Jazz Standard (Complete Book), 2006
- Dave Douglas Quintet – Live at the Jazz Standard, 2007
- Dave Douglas & Keystone – Keystone: Live in Sweden, 2007
- Nicole Mitchell / Harrison Bankhead / Hamid Drake – Indigo Trio: Live in Montreal, 2007
- Dave Douglas & Keystone – Keystone: Live at Jazz Standard (Complete Book), 2008
- Donny McCaslin – Recommended Tools, 2008
- Michael Bates’ Outside Sources – Clockwise, 2008
- Michael Bates’ Outside Sources – Live in New York, 2009
- Dave Douglas & Brass Ecstasy – Spirit Moves, 2009
- Dave Douglas – A Single Sky, 2009
- Nels Cline & Norton Wisdom – Stained Radiance [DVD], 2010
- Dave Douglas & Keystone – Spark Of Being, 2010
- Curtis Robert Macdonald – Community Immunity, 2011
- Matt Ulery’s Loom – Wake an Echo, 2013
- Rudy Royston – Rise of Orion, 2016
- Rudy Royston – Flatbed Buggy, 2018
- Ryan Keberle & Catharsis – The Hope I Hold, 2019
- Joe Lovano/Dave Douglas Soundprints: Other Worlds, 2021
- Mareike Wiening: Future Memories (2021)
- Mareike Wiening: Reveal (2023)